# Picosegundo
El picosegundo es la unidad de tiempo que equivale a la billonésima parte de un segundo, y se abrevia ps.
En otras palabras, es un segundo dividido por 1.000.000.000.000.
A diferencia del inglés, en español un billón no son mil millones, sino mil veces mil millones.
1 ps = 1 × 10–12 s